# سیارک ۱۳۶۰۵
سیارک ۱۳۶۰۵ (به انگلیسی: 13605 Nakamuraminoru، نامگذاری:1994RV) سیزده هزار و ششصد و پنجمین سیارک کشف شده‌است که در ۱ سپتامبر ۱۹۹۴ کشف شد.